# Gospel of the Horns
Gospel of the Horns ist eine 1993 in Brisbane gegründete australische Black-/Thrash-Metal-Band.

## Geschichte

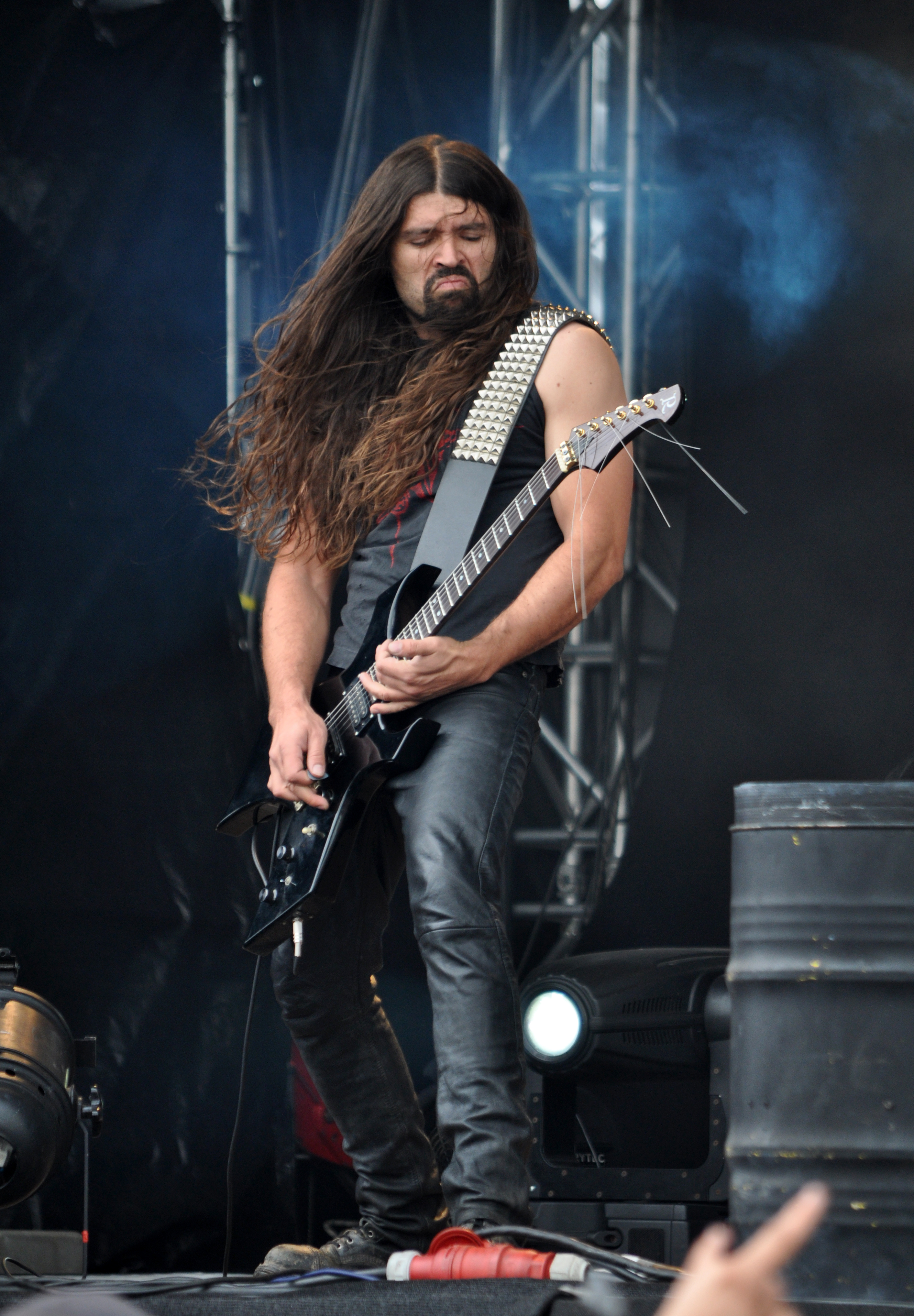
Matt Razor

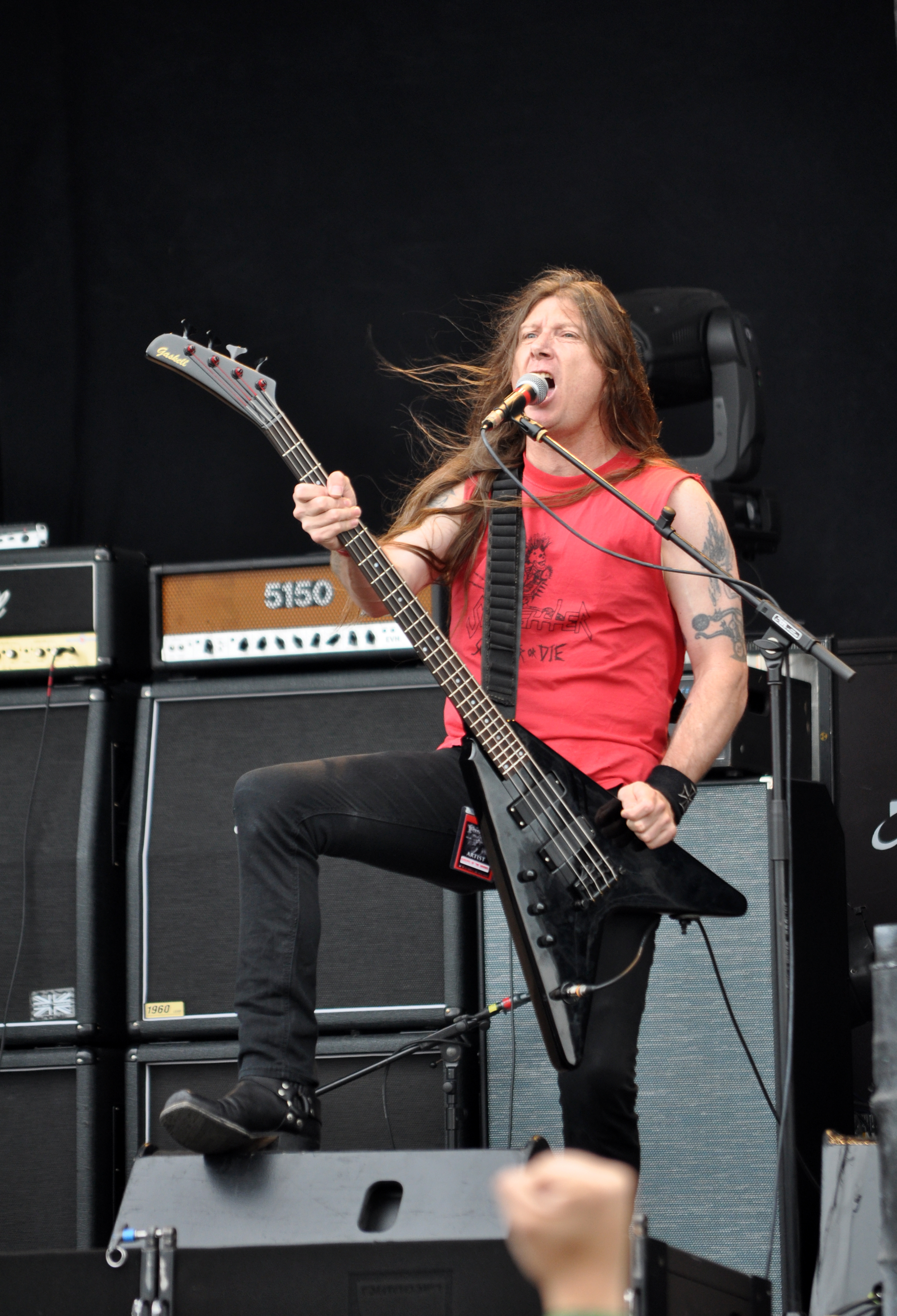
Mark Howitzer

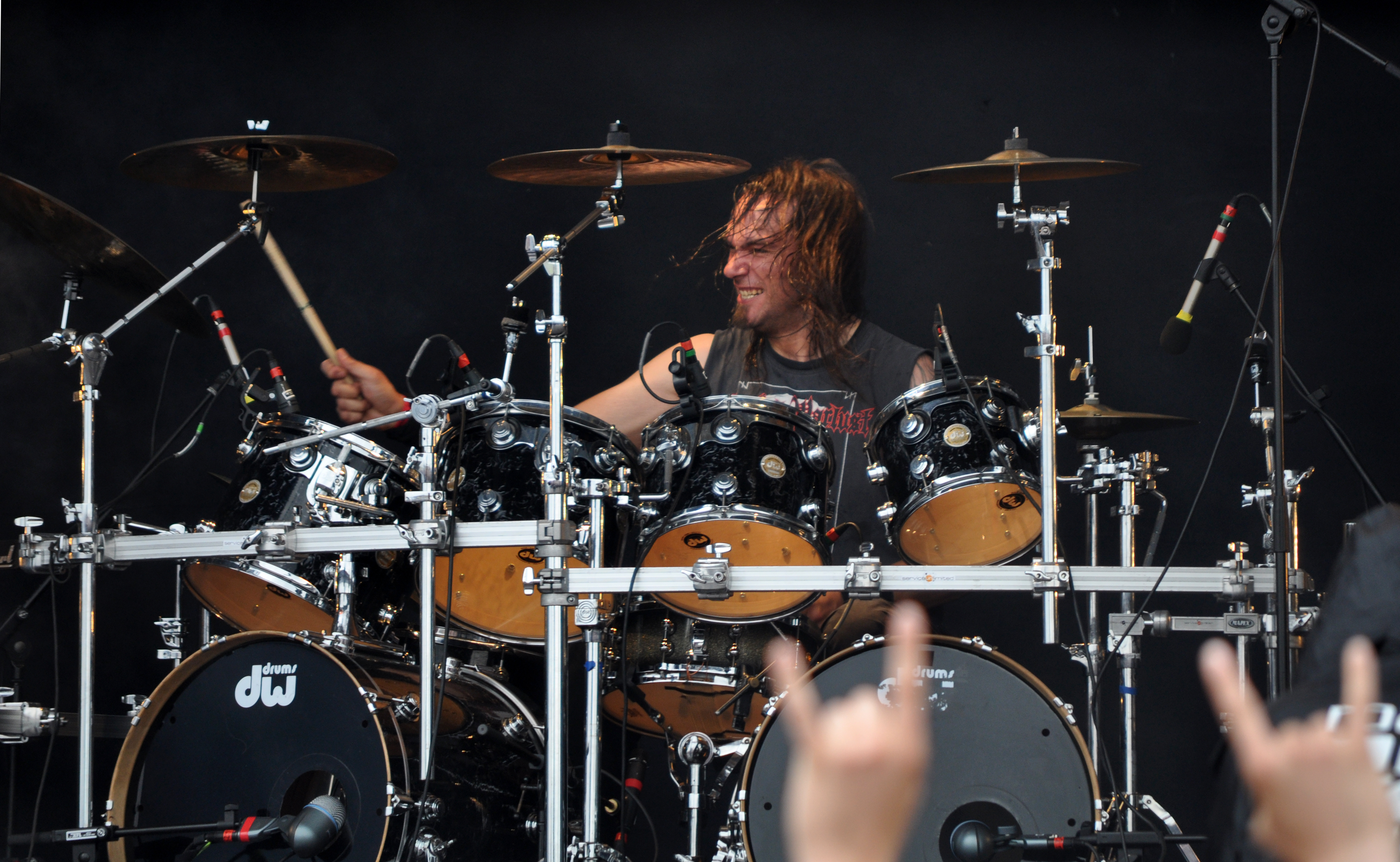
Mersus

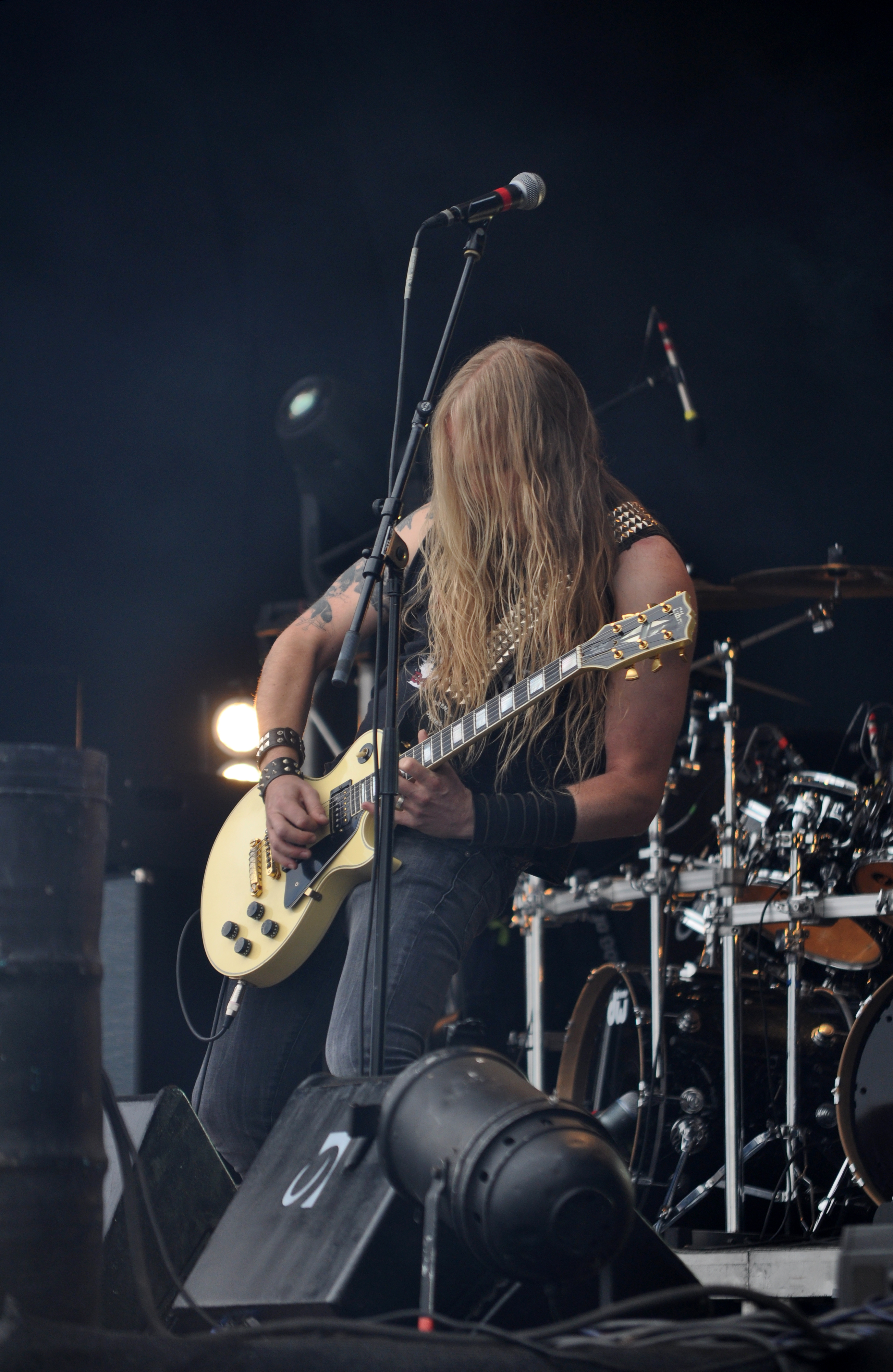
Chris Masochist

Die Band wurde von Rob „Hellbutcher“ Curry und Mark Howitzer gegründet und bestand ursprünglich aus Shane Transvaal D (Gesang), Hellbutcher (Gitarre) und Howitzer (Schlagzeug). Ende 1994 erschien das Demo The Satanist’s Dream beim italienischen Label Einstand Records.
1995 löste sich die Band auf. Gründungsmitglied Mark Howitzer zog nach Melbourne, wo er bei der Band Deströyer 666 Schlagzeug spielte, auf deren Album Unchain the Wolves er zu hören ist. Kurz darauf spielte er auch auf dem Album Through the Looking Glass der von Mitgliedern der RAC-Band Fortress gegründeten Band Raven’s Wing. Zu dieser Zeit suchte er nach passenden Mitgliedern für die Neugründung von Gospel of the Horns; im Juni 1997 reformierte er die Band mit dem neuen Gitarristen Ryan Marauder. Unterdessen war Hellbutcher unter dem Pseudonym „SS Death Dealer“ bei der NSBM-Band Spear of Longinus eingestiegen.
Im Mai 1998 wurde das zweite Demo Sinners aufgenommen und ein Vertrag mit dem niederländischen Label Damnation Records unterschrieben. Im November erschien die auf 300 Exemplare limitierte EP Monuments of Impurity bei Morbid Productions. Die Band war allerdings mit dem Mix der EP unzufrieden und laut Howitzer war es keine gute Idee, das ganze Wochenende zu trinken und dann ins Studio zu gehen. Kurz darauf wurde Hellcunt von Bestial Warlust der Schlagzeuger von Gospel of the Horns.
Im Juli und August 2000, nach Veröffentlichung der Mini-LP Eve of the Conqueror, tourte die Band durch Europa, wo sie unter anderem mit Pentacle, Enthroned, Primordial, Adorior und Arkhon Infaustus auftrat. Nach der Tournee nahm die Band Chris Masochist als zweiten Gitarristen und im September 2001 das erste Album A Call to Arms auf, das in Irland bei Invictus Productions erschien.
Im Mai 2003 tourte die Band erneut in Europa, diesmal mit In Aeternum und Razor of Occam, und spielte mehrere Konzerte in Australien. Im Juni 2005 stieg Marauder aus und gründete seine eigene Band Funerary Pit. Nach einer Australien-Tournee mit Dismember nahm die Band Anfang 2006 den Trench-Hell-Gitarristen Hexx auf. Im Januar 2007 kehrte Marauder zur Band zurück, kurz darauf wurde das Album Realm of the Damned veröffentlicht.
Inzwischen ist die Band nach Deutschland gezogen: Chris Masochist zog im September 2010 um, Howitzer folgte ihm Anfang 2012. Dann stießen Mersus (Deströyer 666, Zarathustra) und Matt Razor dazu.

## Musikstil
Die Band bezog sich bei ihrer Gründung auf die 1980er-Jahre Bands Sodom, Bathory, Kreator, Celtic Frost, Slaughter und Razor wie auf die zeitgenössischen Beherit und Blasphemy. Costa Stoios vom Tales of the Macabre sieht bei Sinners Einflüsse von Celtic Frost und vermutlich Deströyer 666 und vergleichbaren australischen Bands. Laut Howitzer liegt der Unterschied zwischen Deströyer 666 und Gospel of the Horns in War-Metal-Einflüssen bei Deströyer 666 im Gegensatz zu einem eher thrash-lastigem Einfluss aus dem alten Black Metal bei Gospel of the Horns. Für ihn hören die Gemeinsamkeiten zwischen beiden Bands bei der „gleichen Rohheit und Leidenschaft“ auf. Den für Australien typischen Thrash Metal beschreibt Howitzer als „[d]ie Mischung aus echtem Old-School-Black-Metal und eine [sic!] sehr rohe [sic!] Art von Thrash. Natürlich findet man Einflüsse alter Celtic Frost, Bathory, Venom und Sodom - aber auch eigene Elemente.“ Eigenständigkeit sei für die Musiker wichtig.

## Texte und Ideologie
Howitzer ist ein Fan der Texte von Pete Helmkamp (Order from Chaos, Angelcorpse). Die Texte von Gospel of the Horns richten sich unter anderem gegen Juden- und Christentum, die Howitzer als geisteskrank ansieht, und beinhalten sozialdarwinistische und satanistische Standpunkte; die Band bezeichnete sich auf ihrer MySpace-Seite als „musikalische Verkörperung“ von Niccolò Machiavelli, Ayn Rand, Anton Szandor LaVey und Robert Greene sowie als Faust gegen liberale Doktrinen. Die Musiker der Band bekannten sich als Patrioten und sprachen sich gegen Immigration aus.

“It almost feels like we Australians are losing our core traditional ideals and becoming engulfed by today’s multi-culturalism and mass immigration.”

Trotzdem wird die Band üblicherweise nicht zum NSBM gezählt. Die Band selbst äußert sich auf ihrer Seite „gegen all diejenigen, die versuchen, den individuellen Willen zu brechen und freies Denken und Reden durch ihre unterdrückerische Ideologie, sei sie religiöses oder politisches Dogma, Unterdrückung oder Unterjochung, zu ersticken“.

## Diskografie
- 1994: The Satanist’s Dream (Demo)
- 1998: Sinners (Demo)
- 1998: Monuments of Impurity (EP)
- 2000: Eve of the Conqueror (Mini-LP)
- 2002: A Call to Arms
- 2007: Realm of the Damned
- 2007: Sinners / Monuments of Impurity (Wiederveröffentlichung des zweiten Demos und der EP bei Kneel Before the Master’s Throne Records)
- 2012: Ceremonial Conjuration (Mini-LP/Mini-CD)